# Llista de governants d'Oman

## Imams (751–1406)
| Imams                                          | Imams                 | Tribu  | Residència | Començament del regnat | Referència |
| Transcripció dels noms àrabs                   | Noms en àrab          | Tribu  | Residència | Començament del regnat | Referència |
| ---------------------------------------------- | --------------------- | ------ | ---------- | ---------------------- | ---------- |
| Al-Julanda ibn Massud ibn Jàfar ibn al-Julanda | الجلندى بن مسعود      | Azd    | ?          | 751                    | [ 1 ]      |
| Muhàmmad ibn Abi-Affan al-Azdí                 | محمد بن أبي عفان      | Azd    | Nizwa      | ?                      | [ 2 ]      |
| Al-Wàrith ibn Kab al-Kharussí                  | الوارث بن كعب         | Yàhmad | Nizwa      | 801                    | [ 3 ]      |
| Ghassan ibn Abd-Al·lah al-Yahmadí              | غسان بن عبد الله      | Yàhmad | Nizwa      | 807                    | [ 4 ]      |
| Abd-al-Màlik ibn Hamid                         | عبد المالك بن حميد    | Azd    | ?          | 824                    | [ 5 ]      |
| Al-Muhannà ibn Jàyfar                          | المهنا بن جيفر        | Yàhmad | Nizwa      | 840                    | [ 6 ]      |
| As-Salt ibn Màlik al-Azdí                      | الصلت بن مالك         | Azd    | ?          | 851                    | [ 7 ]      |
| Ràixid ibn Nadr                                | راشد بن النظر         | ?      | ?          | 886                    | [ 7 ]      |
| Azzan ibn Tamim                                | عزان بن تميم          | ?      | Nizwa      | 890                    | [ 8 ]      |
| (control abbàssida)                            |                       |        |            | 893                    |            |
| Muhàmmad ibn al-Hàssan al-Azdí                 | محمد بن الحسن         | Azd    | ?          | 897                    | [ 9 ]      |
| Azzan ibn al-Hàzbar al-Malikí                  | عزان بن الهزبر        | Yàhmad | ?          | 898                    | [ 9 ]      |
| Abd-Al·lah ibn Muhàmmad al-Haddaní             | عبد الله بن محمد      | ?      | ?          | 899                    | [ 10 ]     |
| As-Salt ibn al-Qàssim                          | الصلت بن القاسم       | ?      | ?          | 900                    | [ 10 ]     |
| Al-Hàssan ibn Saïd aix-Xahtaní                 | الحسن بن سعيد         | ?      | ?          | 900                    | [ 10 ]     |
| Al-Hawari ibn Màtraf al-Haddaní                | الحواري بن مطرف       | ?      | ?          | 904                    | [ 10 ]     |
| Úmar ibn Muhàmmad                              | عمر بن محمد           | ?      | ?          | 912                    | [ 11 ]     |
| Muhàmmad ibn Yazid al-Kindí                    | محمد بن يزيد          | Kinda  | ?          | ?                      | [ 12 ]     |
| Al-Hàkam ibn al-Mil·la al-Bahrí                | الحكم بن الملا البحري | ?      | Nizwa      | ?                      | [ 13 ]     |
| Abu-l-Qàssim Saïd ibn Abd-Al·lah               | سعيد بن عبد الله      | ?      | ?          | 939                    | [ 13 ]     |
| Ràixid ibn al-Walid                            | راشد بن الوليد        | ?      | Nizwa      | ?                      | [ 14 ]     |
| Al-Khalil bin Xadhan                           | الخليل بن شاذان       | ?      | ?          | 1002                   | [ 15 ]     |
| Ràixid ibn Saïd                                | راشد بن سعيد          | ?      | ?          | 1032                   | [ 15 ]     |
| Hafs ibn Ràixid                                | حفص بن راشد           | ?      | ?          | 1068                   | [ 15 ]     |
| Ràixid ibn Alí                                 | راشد بن علي           | ?      | ?          | 1054                   | [ 15 ]     |
| Mussa ibn Jàbir al-Maalí                       | ابن جابر موسى         | ?      | Nizwa      | 1054                   | [ 16 ]     |
| (control dels seljúcides de Kirman)            |                       |        |            | 1063-1116              |            |
| Màlik ibn Alí                                  | مالك بن علي           | ?      | ?          | 1406                   | [ 16 ]     |

## Llista d'imams isàyyidsd'Oman (1406 - Present)

Estendard del Sultà d'Oman

| Nom                                           | Començament del regnat | Fi del regnat          | Notes |
| --------------------------------------------- | ---------------------- | ---------------------- | --- |
| Dinastia nabhanita (1406-1624)                |                        |                        | |
| Makhzum ibn Fal·lah an-Nabhaní                | 1406                   | 1435                   | |
| Abu-l-Hàssan                                  | 1435                   | 1451                   | |
| Úmar ibn al Khattab                           | 1451                   | 1490                   | |
| Úmar aix-Xarif                                | 1490                   | 1500                   | |
| Muhàmmad ibn Ismail                           | 1500                   | 1529                   | Protectorat portuguès imposat el 15 d'abril de 1515 |
| Bakarat ibn Muhàmmad                          | 1529                   | 1560                   | |
| Abd-Al·lah ibn Muhàmmad                       | 1560                   | 1624                   | |
| Dinastia iarubita (primer regnat 1624 - 1724) |                        |                        | |
| Nàssir ibn Múrxid al-Yarubí                   | 1624                   | 1649                   | |
| Sultan I ibn Sayf al-Yarubí                   | 1649                   | 1688                   | Fa fora els portuguesos l'1 de gener de 1650 |
| Balàrab ibn Sultan                            | 1688                   | 1692                   | |
| Sayf I ibn Sultan Qayd al-Ard                 | 1692                   | 15 d'octubre de 1711   | |
| Sultan II ibn Sayf                            | 15 d'octubre de 1711   | 1719                   | |
| Sayf II ibn Sultan (primer regnat)            | 1719                   | 2 d'octubre de 1724    | |
| Dinastia dels Banu Ghafir (1724-1728)         |                        |                        | |
| Muhàmmad ibn Nàssir al-Ghafirí                | 2 'octubre de 1724     | 11 de març de 1728     | |
| Dinastia iarubita (segon regnat 1728-1749)    |                        |                        | |
| Sayf II ibn Sultan (segon regnat)             | 11 de març de 1728     | 20 de juny de 1743     | Co-regent amb Sultan III ibn Múrxid ibn Adi des de febrer de 1742 |
| Balàrab ibn Himayr ibn Sultan                 | 20 de juny de 1743     | 10 de juny de 1749     | |
| Dinastia dels Al Bu-Said (1749 - Present)     |                        |                        | |
| Abu-Hilal Àhmad ibn Saïd al-Busaïdí           | 10 de juny de 1744     | 15 de desembre de 1783 | |
| Saïd ibn Àhmad                                | 15 desembre 1783       | 1784                   | Últim descendent directe baró d'Al Bu Said que va ostentar el càrrec d'Imam. Va abdicar el seu govern secular en el seu fill Hamid i es va retirar a Al-Rustak on va morir el 1803. |
| Hàmad ibn Saïd                                | 1784                   | 13 de març de 1792     | |
| Sultan ibn Àhmad                              | 13 de març de 1792     | 20 de novembre de 1804 | |
| Sàlim I ibn Sultan i Saïd ibn Sultan          | 20 de novembre de 1804 | 14 de setembre de 1806 | Co-regents |
| Saïd ibn Sultan                               | 14 de setembre de 1806 | 19 d'octubre de 1856   | Únic governant |
| Thuwayní ibn Saïd                             | 19 d'octubre de 1856   | 11 de febrer de 1866   | Assassinat |
| Sàlim II ibn Thuwayní                         | 11 de febrer de 1866   | 3 d'octubre de 1868    | Assassinat |
| Azzan ibn Qays                                | 3 d'octubre de 1868    | 30 de gener de 1871    | Assassinat |
| Turkí ibn Saïd                                | 30 de gener de 1871    | 4 de juny de 1888      | |
| Fàysal ibn Turkí                              | 4 de juny de 1888      | 9 d'octubre de 1913    | Protectorat britànic imposat el 20 de març de 1891 |
| Taymur ibn Fàysal                             | 9 d'octubre de 1913    | 10 de febrer de 1932   | Abdicació |
| Saïd III ibn Taymur                           | 10 de febrer de 1932   | 23 de juliol de 1970   | Deposat |
| Qabus ibn Saïd                                | 23 de juliol de 1970   | 10 de gener de 2020    | Protectorat britànic finalitzat el 2 de desembre de 1971 |
| Hàytham ibn Tàriq                             | 11 de gener de 2020    | Present                | |